# Acrotaphus
Acrotaphus (лат.) — род перепончатокрылых наездников из подсемейства Pimplinae (=Ephialtinae) семейства Ichneumonidae (Hymenoptera). Известно около 25 видов.

## Распространение
Новый Свет: Северная и Южная Америка.

## Описание
Длина переднего крыла 1—2 см. Этот род можно отличить от всех других представителей родовой группы Polysphincta по сочетанию следующих признаков: 1) тело гладкое и блестящее; 2) голова округлая; 3) затылочный киль очень сильный, полный и не скрыт медиодорсально; 4) жилка 3 rs-m отсутствует, 2 rs-m очень длинная; 5) переднеспинка более или менее удлинённая, утолщённая, без каких-либо адаптированных структур, выше длины (задний край), вид сбоку; 6) эпомия отсутствует; 7) мезоскутум гладкий; 8) эпикнемиальный киль присутствует, сильный вентрально, выдаётся вперёд; 9) субметаплевральный киль отсутствует; 10) проподеум гладкий, без килей; 11) яйцеклад равен 0.9—1,8× от длины задней голени; 12) нижняя вальва яйцеклада с припухлостью в основании и средней части; 13) самец с парамером, усечённым апикально; 14) самец со щетинками в переднелатеральной области вольселлярной пластинки, чуть ниже основания дигитуса.

## Классификация
Известно около 25 видов
- Acrotaphus amajari (Pádua, 2020)[7]
- Acrotaphus amazonicus (Pádua & Sääksjärvi, 2020)[7]
- Acrotaphus bodoquenaensis (Pádua, 2020)[7]
- Acrotaphus chedelae (Gauld, 1991) c g
- Acrotaphus cuzconus (Pádua & Sääksjärvi, 2020)[7]
- Acrotaphus dolichopus (Pádua, 2020)[7]
- Acrotaphus fasciatus (Brulle, 1846) c g
- Acrotaphus fascipennis (Cresson, 1865) c
- Acrotaphus ferruginosus (Cresson, 1865) c g
- Acrotaphus franklini (Gauld, 1991) c g
- Acrotaphus fuscipennis (Cresson, 1865) c b
- Acrotaphus homeofranklini (Pádua, 2020)[7]
- Acrotaphus jackiechani (Pádua & Sääksjärvi, 2020)[7]
- Acrotaphus japi (Higa & Penteado-Dias, 2019)[8]
- Arcotaphus kourou (Pádua & Sääksjärvi, 2020)[7]
- Acrotaphus latifasciatus (Cameron, 1911) c g
- Acrotaphus mexicanus (Cameron, 1886) c
- Acrotaphus micrus (Pádua, 2020)[7]
- Acrotaphus monotaenius (Pádua, 2020)[7]
- Acrotaphus nambilloensis (Pádua, 2020)[7]
- Acrotaphus pseudoamazonicus (Pádua & Sääksjärvi, 2020)[7]
- Acrotaphus pseudomexicanus (Pádua, 2020)[7]
- Acrotaphus tibialis (Cameron, 1886) c g
- Acrotaphus venezuelanus (Pádua, 2020)[7]
- Acrotaphus wiltii (Cresson, 1870) c g b
- Acrotaphus zampieronae (Pádua, 2020)[7]

Источники: i = ITIS, c = Catalogue of Life, g = GBIF, b = Bugguide.net